# Gazprom-RusVelo/Saison 2018
Diese Liste beschreibt die Mannschaft und die Erfolge des Radsportteams Gazprom-RusVelo in der Saison 2018.

## Erfolge in den Nationalen Straßen-Radsportmeisterschaften
Bei den Rennen der jeweiligen Nationalen Straßen-Radsportmeisterschaften 2018 konnte das Team nachstehende Titel erringen.
| Datum   | Rennen                                        | Sieger            |
| ------- | --------------------------------------------- | ----------------- |
| 1. Juli | Russische Meisterschaft – Straßenrennen       | Iwan Rowny        |
| 1. Juli | Russische Meisterschaft – Straßenrennen (U23) | Alexander Wlassow |

## Mannschaft
| Teamkader 2018                                     | Teamkader 2018     | Teamkader 2018 | Teamkader 2018                         |
| Name                                               | Geburtsdatum       | Land           | Vorheriges Team                        |
| -------------------------------------------------- | ------------------ | -------------- | -------------------------------------- |
| Ildar Arslanow                                     | 6. April 1994      | Russland       | Itera-Katusha (2014)                   |
| Igor Bojew                                         | 22. November 1989  | Russland       | Itera-Katusha (2012)                   |
| Nikolai Tscherkassow                               | 26. September 1996 | Russland       | Gazprom-RusVelo U23 (2017)             |
| Sergei Firsanow                                    | 3. Juli 1982       | Russland       | Itera-Katusha (2011)                   |
| Alexander Foliforow                                | 8. März 1992       | Russland       | Itera-Katusha (2014)                   |
| Evgeny Kobernyak                                   | 24. Januar 1995    | Russland       | Gazprom-RusVelo U23 (2017)             |
| Dmitri Kosontschuk                                 | 5. April 1984      | Russland       | Katusha (2016)                         |
| Stepan Kurianov                                    | 7. Dezember 1996   | Russland       | Gazprom-RusVelo U23 (2017)             |
| Sergei Sergejewitsch Lagutin                       | 14. Januar 1981    | Russland       | Katusha (2016)                         |
| Roman Maikin                                       | 14. August 1990    | Russland       | Itera-Katusha (2010)                   |
| Artjom Nytsch                                      | 21. März 1995      | Russland       | Russian Helicopters (2014)             |
| Alexander Porsew                                   | 21. Februar 1986   | Russland       | Katusha (2016)                         |
| Iwan Rowny                                         | 30. September 1987 | Russland       | Tinkoff (2016)                         |
| Alexei Rybalkin                                    | 16. November 1993  | Russland       | Lokosphinx (2015)                      |
| Jewgeni Schalunow                                  | 8. Januar 1992     | Russland       | Lokosphinx (2015)                      |
| Sergei Schilow                                     | 6. Februar 1988    | Russland       | Lokosphinx (2017)                      |
| Nikolai Trussow                                    | 2. Juli 1985       | Russland       | Tinkoff (2016)                         |
| Alexander Wlassow                                  | 23. April 1996     | Russland       | Viris Maserati-Sisal Matchpoint (2017) |
| Wladislaw Kulikow (1. Aug.–31. Dez., Stagiaire)    | 8. Juli 1996       | Russland       |                                        |
| Alexandr Kulikovskiy (1. Aug.–31. Dez., Stagiaire) | 2. Januar 1997     | Russland       | Gazprom-RusVelo U23 (2018)             |
| Denis Nekrasov (1. Aug.–31. Dez., Stagiaire)       | 19. Februar 1997   | Russland       | Marathon-Tula (2017)                   |
|                                                    |                    |                |                                        |
| Quellen: ProCyclingStats Cycling Quotient          |                    |                |                                        |